# Canton de Clermont-Ferrand-Sud
Le canton de Clermont-Ferrand-Sud est une ancienne division administrative française située dans le département du Puy-de-Dôme en région Auvergne.

## Géographie
Ce canton est organisé autour de Clermont-Ferrand dans l'arrondissement de Clermont-Ferrand. Son altitude varie de 321 à 602 m pour une altitude moyenne de 358 m.
Il rassemble plusieurs quartiers clermontois dont ceux de l'Oradou, de la Cartoucherie, et de Lafayette.

## Histoire
- De 1833 à 1845, les cantons de Clermont-Sud et Clermont-Est avaient le même conseiller général. Le nombre de conseillers généraux était limité à 30 par département[3].
- En 1982, le canton de Clermont-Ferrand-Sud était scindé en quatre autres cantons : Clermont-Ferrand-Centre, Clermont-Ferrand-Sud, Clermont-Ferrand-Sud-Est et Aubière. Le périmètre du canton est délimité par « l'axe des voies ci-après : à l'Ouest, la rue de Rabanesse ; au Nord, boulevard Gergovia, avenue des Paulines, rue Anatole-France ; à l'Est, par les limites des sections cadastrales ES-CE (lieu-dit La Tiretaine) ; par les limites des sections cadastrales ES-EL (traversant la rue de la Pradelle) ; par la limite des sections cadastrales ER-EM ; par l'axe des voies suivantes : impasse de l'Oradou, rue de l'Oradou, rue Fernand-Raynaud, boulevard La Fayette, rue des Meuniers ; au Sud, rue des Chambrettes, avenue Léon-Blum, rue de la Rotonde (jusqu'à la ligne de chemin de fer Bordeaux – Clermont-Ferrand), la ligne de chemin de fer (jusqu'à la rue Étienne-Dolet), la rue Étienne-Dolet (jusqu'à la limite de la commune de Beaumont)[1] ».
- En mars 2015, après les élections départementales, le nombre de cantons dans la ville de Clermont-Ferrand a été réduit de 9 à 6. Les dénominations et périmètres des cantons de la ville sont modifiés[2].

## Représentation

### Résultats électoraux
En 2008, Serge Lesbre a été réélu au second tour avec 66,49 % des voix ; il bat Corine Aubriet (UMP). Le taux de participation est de 48,51 %.

### Liste des conseillers généraux du canton de 1833 à 1982
| Période | Période          | Identité                        | Étiquette            | Qualité |
| ------- | ---------------- | ------------------------------- | -------------------- | --- |
| 1833    | 1843             | Antoine Blatin aîné (1769-1846) |                      | Ancien maire de Clermont (1822-1830)                                                                                                  |
| 1843    | 1846             | Junius Verdier de Latour        |                      | Avocat, premier adjoint au maire de Clermont (maire de 1843 à 1848)                                                                   |
| 1846    | 1848             | Claude Cavy                     |                      | Notaire Directeur du comptoir d'escompte de Clermont                                                                                  |
| 1848    | 1861             | Jean-Baptiste Charras           | Républicain modéré   | Militaire Député (1848-1851) |
| 1861    | 1865             | Léon Bérard de Chazelles        | Majorité dynastique  | Propriétaire Député (1849-1851, 1852-1863) ; maire de Clermont-Ferrand (1850-1860)                                                    |
| 1867    | 1877             | Victor Astaix                   | Droite               | Avocat, maire de Romagnat, conseiller d'arrondissement                                                                                |
| 1877    | 1884 (décès)     | Antoine Blatin-Mazelhier        | Républicain          | Avocat |
| 1884    | 1917 (décès)     | Joseph Côte-Blatin              | Républicain          | Agriculteur, Président du syndicat agricole du Puy-de-Dôme, Censeur de la Banque de France Propriétaire à Clermont-Ferrand et à Paris |
| 1917    | 1919             | siège vacant                    |                      | |
| 1919    | 1925             | Marc Blatin                     | Républicain          | Médecin à Clermont-Ferrand |
| 1925    | 1940             | Antoine Villedieu               | SFIO                 | Correcteur d'imprimerie Député (1935-1942) Premier adjoint au maire de Clermont-Ferrand                                               |
|         |                  |                                 |                      | |
| 1945    | 1951             | Claude Planeix                  | PCF                  | Plâtrier |
| 1951    | 1962 (démission) | Marcel Clermontel               | RPF puis RS puis UNR | Technicien puis Assureur Conseiller municipal de Clermont-Ferrand (1947 - 1959) Député (1958-1962)                                    |
| 1962    | 1982             | Arsène Boulay                   | SFIO puis PS         | Fonctionnaire Député (1963-1978) Elu en 1982 dans le Canton d'Aubière                                                                 |

### Liste des conseillers généraux du canton de 1982 à 2015
| Période | Période | Identité          | Étiquette   | Qualité               |
| ------- | ------- | ----------------- | ----------- | --------------------- |
| 1982    | 2001    | Marcel Francannet | RPR         | Chirurgien urologue   |
| 2001    | 2015    | Serge Lesbre      | PS puis DVG | Professeur d'histoire |

Serge Lesbre a été exclu du PS le 15 avril 2008.

### Liste des conseillers d'arrondissement (de 1833 à 1940)
| Période                                  | Période                   | Identité                                           | Étiquette | Qualité |
| ---------------------------------------- | ------------------------- | -------------------------------------------------- | --------- | --- |
| 1833                                     | 1848                      | Robert Laroche-Fauverteix                          |           | Avoué, adjoint au maire de Clermont                                                                         |
| 1848                                     | 1852                      | Guillaume Cougoul                                  |           | Propriétaire à Aubière                                                                                      |
| 1852                                     | 23 juil. 1853 (démission) | Robert Laroche-Fauverteix                          |           | Avoué, adjoint au maire de Clermont                                                                         |
| 1853                                     | 1861                      | Jules Laroche                                      |           | Greffier du Tribunal civil de Clermont-Ferrand                                                              |
| 1861                                     | 1867                      | Victor Astaix                                      |           | Avocat à Clermont-Ferrand, propriétaire à Romagnat                                                          |
| 1867                                     | 1871                      | François Bourcheix-Bayle (1830-1892)               |           | Expert-géomètre à Aubière                                                                                   |
| 1871                                     | 1877                      | Charles Blanc                                      |           | Propriétaire                                                                                                |
| 1877                                     | 1889                      | Michel Roche-Chaduc                                |           | Maire d'Aubière                                                                                             |
| 1889                                     | 1895                      | Guillaume Gioux (1847-1921)                        |           | Expert-géomètre et vigneron à Aubière                                                                       |
| 1895                                     | 1898                      | Francisque Noëllet-Roche                           |           | Propriétaire à Aubière                                                                                      |
| 1898                                     | 1919                      | Antoine-Nicolas-Camille Bonnefoy-Bayle (1863-1932) | Radical   | Propriétaire à Aubière                                                                                      |
| 1919                                     | 1922                      | Raphaël Sahut (1883-1963)                          |           | Médecin à Aubière                                                                                           |
| 1922                                     | 1928                      | Antoine Tourdias                                   | SFIO      | Boulanger-pâtissier à Clermont-Ferrand                                                                      |
| 1928                                     | 1940                      | Antoine Bayle-Dodel (1886-1958)                    | SFIO      | Cultivateur, adjoint au maire d'Aubière                                                                     |
| 1940                                     |                           |                                                    |           | Les conseils d'arrondissement ont été suspendus par la loi du 12 octobre 1940 et n'ont jamais été réactivés |
| Les données manquantes sont à compléter. |                           |                                                    |           | |

## Composition

### De 1833 à 1973
- Clermont Sud
- Aubière
- Romagnat
- Pérignat

### De 1973 à 2015
| Communes         | Population (2012) | Code postal | Code Insee |
| ---------------- | ----------------- | ----------- | ---------- |
| Clermont-Ferrand | 12 495 (1)        | 63000       | 63113      |

(1) fraction de commune.

## Démographie
| 1990   | 1999   | 2006   | 2011   | 2012   |
| ------ | ------ | ------ | ------ | ------ |
| 11 889 | 12 416 | 12 826 | 12 548 | 12 495 |